# 中四路283号
中四路283号，原美国圣公会教堂，位于中国江西省九江市庐山中四路283号，于1987年4月13日由庐山风景名胜区管理局列为庐山文物保护单位。
中四路283号建于1910年，由安徽省安庆的美国圣公会修建，名为耶稣升天堂。
这是一座哥特式建筑，拉丁十字平面，设有花窗玻璃。
中四路283号现恢复旧观，作为“老别墅故事”景区的一部分对外开放。